# Marcin Paprzycki
Marcin Paprzycki (ur. 4 maja 1963 w Poznaniu) – polski matematyk i informatyk, doktor habilitowany nauk matematycznych, członek Prezydium Zarządu Polskiego Towarzystwa Informatycznego i były prezes Oddziału Mazowieckiego tego towarzystwa, pracownik naukowy, stypendysta Fulbrighta. 

## Życiorys

### Wykształcenie
W 1986 r. na Uniwersytecie im. Adama Mickiewicza w Poznaniu uzyskał tytuł magistra matematyki. Tematem dysertacji była wysokość losowego drzewa binarnego, zaś jej promotorem był prof. Michał Karoński.
Stopień doktora uzyskał w 1990 na Southern Methodist University w Dallas, natomiast habilitację uzyskał w Bułgarskiej Akademii Nauk w roku 2008.

### Praca naukowa
Związany z Polską Akademią Nauk, gdzie w Instytucie Badań Systemowych pełni funkcję profesora nadzwyczajnego. Oprócz pracy w Polsce nauczał i prowadził badania m.in. na Uniwersytecie Teksańskim - Permian Basin, Uniwersytecie Południowego Mississippi oraz Uniwersytecie Stanu Oklahoma.
Organizator wielu konferencji naukowych, m.in. FedCSIS, współorganizowanej przez Polski Oddział Instytutu Inżynierów Elektryków i Elektroników i Wydział Matematyki i Nauk Informacyjnych Politechniki Warszawskiej. Ponadto zasiada w radach redakcyjnych kilku czasopism naukowych. Autor ponad 500 publikacji naukowych.
Zajmuje się problematyką programowania równoległego i rozproszonego, Internetu rzeczy, technologii semantycznych oraz systemów agentowych.

#### Członkostwa w organizacjach
Oprócz członkostwa w PTI, jest także członkiem m.in.:
- Association for Computing Machinery[4]
- Instytutu Inżynierów Elektryków i Elektroników[5]
- Society for Industrial and Applied Mathematics(inne języki)[6]

### Pozostałe
Żonaty. Oprócz języka polskiego, włada także angielskim i rosyjskim.